# 古曽部防災公園
古曽部防災公園（こそべぼうさいこうえん）は、大阪府高槻市古曽部町にある都市公園である。

## 概要
古曽部防災公園は、敷地面積約4.5ヘクタールを誇り、高槻市としては初となる本格的な防災機能を兼ね備えた地区公園である。市民の身近な憩いの場として計画されたため、多目的広場には大型複合遊具や健康遊具を完備しているほか、スポーツレクリエーションの場としての役割を果たすべく体育館や軟式野球場を備えている。大地震などの災害が発生した際には周辺住民の広域避難地となる他、全国からの救援物資等を受け入れ、供給を行う総合的な物流の機能を備えた高槻市北部における総合防災拠点となる。

## 施設設備

### 防災施設
多目的広場内の大型複合遊具やパーゴラは仮設テントとして、ベンチは炊き出しに利用できるかまどとして、災害時に使用することが可能であり、また耐震性貯水槽（100トン）は3日分の飲料水を確保することができる。

### 体育館
広さ約1,649平方メートルのメインアリーナと約638平方メートルのサブアリーナからなり、バスケットボールやバドミントンなどさまざまな種類のスポーツができる。また195平方メートルのトレーニング室には各種トレーニング機器が揃えられており、利用者の状況に応じた体力づくりが可能になるよう設計されている。そのほかの施設として会議室やシャワー室が完備されている。

### 野球場
両翼87メートル、センター長98メートルの規模を持ち、内野を黒土舗装、外野を天然芝で整備されている。専ら軟式野球用である。

### 多目的広場
「背伸ばしベンチ」や「あしのばし」などの健康遊具では、楽しみながら健康づくりができるとされている。また大型の複合遊具は若年層に強く支持されている。